# ناحية مسكنة
ناحية مسكنة إحدى نواحي سوريا تتبع إداريّاً لمحافظة حلب منطقة منبج ومركزها بلدة مسكنة، بلغ تعداد سكان الناحية 64,829 نسمة حسب التعداد السكاني لعام 2004.

## بلدات وقرى ناحية مسكنة
الأندلس، العزيزية، البعث، بابيري (بابيري تحتاني)، ردة كبيرة، الحمرة، الحرية، الجلاء، جب الحمام جتالة، الكرامة، خان الشعر، خربة صليب، مدينة الغار، مسكنة (عنيزة)، المفتاحية، مجمع حطين، النعيمية، قواص، رجم الأقرع، رأس العين البومانع، رسم البوخر، سموقة، الشهداء، السكرية، جنوب جديعة، تل توتون، تشرين، الزاهرة، التضامن، الشهابي، الفرج، المخروم، النموذجية، بير سالم، تل العبر، جنوب مسطاحة المخروم، ملاح، وضحة,الجويم،